# Puchar Europy w Lekkoatletyce 1967 – finał mężczyzn
Finał pucharu Europy w lekkoatletyce w 1967 mężczyzn odbył się 16 i 17 września w Kijowie. Wystąpiło sześć zespołów, które awansowały z trzech półfinałów.

## Klasyfikacja generalna
| Poz. | Reprezentacja | Punkty |
| ---- | ------------- | ------ |
| 1    | ZSRR          | 81     |
| 2    | NRD           | 80     |
| 3    | RFN           | 80     |
| 4    | Polska        | 68     |
| 5    | Francja       | 54     |
| 6    | Węgry         | 53     |

## Wyniki indywidualne
Kolorami oznaczono zawodników reprezentujących zwycięskie drużyny.

### Bieg na 100 metrów
| Lp. | Państwo | Zawodnik          | Wynik |
| --- | ------- | ----------------- | ----- |
| 1.  | ZSRR    | Władisław Sapieja | 10,3  |
| 2.  | RFN     | Harmut Wilke      | 10,4  |
| 3.  | NRD     | Harald Eggers     | 10,5  |
| 4.  | Polska  | Wiesław Maniak    | 10,5  |
| 5.  | Francja | Claude Piquemal   | 10,5  |
| 6.  | Węgry   | László Mihályfi   | 10,6  |

### Bieg na 200 metrów
| Lp. | Państwo | Zawodnik           | Wynik |
| --- | ------- | ------------------ | ----- |
| 1.  | Francja | Jean-Claude Nallet | 20,9  |
| 2.  | Polska  | Jan Werner         | 20,9  |
| 3.  | Węgry   | László Mihályfi    | 21,1  |
| 4.  | ZSRR    | Amin Tujakow       | 21,1  |
| 5.  | RFN     | Gert Metz          | 21,1  |
| 6.  | NRD     | Heinz Erbstößer    | 21,3  |

### Bieg na 400 metrów
| Lp. | Państwo | Zawodnik            | Wynik |
| --- | ------- | ------------------- | ----- |
| 1.  | Francja | Jean-Claude Nallet  | 46,3  |
| 2.  | RFN     | Friedrich Roderfeld | 46,4  |
| 3.  | Polska  | Andrzej Badeński    | 46,8  |
| 4.  | NRD     | Michael Zerbes      | 47,1  |
| 5.  | ZSRR    | Borys Sawczuk       | 47,2  |
| 6.  | Węgry   | Imre Nemesházi      | 48,7  |

### Bieg na 800 metrów
| Lp. | Państwo | Zawodnik             | Wynik  |
| --- | ------- | -------------------- | ------ |
| 1.  | NRD     | Manfred Matuschewski | 1:46,9 |
| 2.  | RFN     | Franz-Josef Kemper   | 1:46,9 |
| 3.  | Francja | Jean-Pierre Dufresne | 1:48,2 |
| 4.  | Węgry   | Imre Nagy            | 1:48,3 |
| 5.  | Polska  | Eryk Żelazny         | 1:48,5 |
| 6.  | ZSRR    | Igor Potapczenko     | 1:49,9 |

### Bieg na 1500 metrów
| Lp. | Państwo | Zawodnik             | Wynik  |
| --- | ------- | -------------------- | ------ |
| 1.  | NRD     | Manfred Matuschewski | 3:40,2 |
| 2.  | RFN     | Bodo Tümmler         | 3:40,5 |
| 3.  | ZSRR    | Oleg Rajko           | 3:41,2 |
| 4.  | Francja | Claude Nicolas       | 3:42,2 |
| 5.  | Węgry   | György Kiss          | 3:50,5 |
| 6.  | Polska  | Henryk Szordykowski  | 3:44,1 |

### Bieg na 5000 metrów
| Lp. | Państwo | Zawodnik        | Wynik   |
| --- | ------- | --------------- | ------- |
| 1.  | RFN     | Harald Norpoth  | 15:26,8 |
| 2.  | NRD     | Jürgen Haase    | 15:27,8 |
| 3.  | Węgry   | György Kiss     | 15:29,2 |
| 4.  | Polska  | Edward Stawiarz | 15:30,0 |
| 5.  | Francja | René Jourdan    | 15:30,4 |
| 6.  | ZSRR    | Wiktor Kudinski | 15:35,2 |

### Bieg na 10 000 metrów
| Lp. | Państwo | Zawodnik          | Wynik   |
| --- | ------- | ----------------- | ------- |
| 1.  | NRD     | Jürgen Haase      | 28:54,2 |
| 2.  | Węgry   | Lajos Mecser      | 28:55,6 |
| 3.  | ZSRR    | Anatolij Makarow  | 28:58,6 |
| 4.  | Francja | Noël Tijou        | 29:04,6 |
| 5.  | Polska  | Mieczysław Korzec | 29:52,0 |
| 6.  | RFN     | Hans Gerlach      | 30:42,0 |

### Bieg na 110 metrów przez płotki
| Lp. | Państwo | Zawodnik           | Wynik |
| --- | ------- | ------------------ | ----- |
| 1.  | ZSRR    | Wiktor Balichin    | 14,0  |
| 2.  | Polska  | Adam Kołodziejczyk | 14,2  |
| 3.  | Francja | Pierre Schoebel    | 14,2  |
| 4.  | NRD     | Raimund Bethge     | 14,4  |
| 5.  | Węgry   | Béla Mélykúti      | 14,7  |
| 6.  | RFN     | Hinrich John       | 16,0  |

### Bieg na 400 metrów przez płotki
| Lp. | Państwo | Zawodnik         | Wynik |
| --- | ------- | ---------------- | ----- |
| 1.  | RFN     | Gerhard Hennige  | 50,2  |
| 2.  | Polska  | Wilhelm Weistand | 50,5  |
| 3.  | NRD     | Joachim Singer   | 50,8  |
| 4.  | ZSRR    | Edvīns Zāģeris   | 51,0  |
| 5.  | Polska  | Robert Poirier   | 52,2  |
| 6.  | Węgry   | Zsolt Ringhoffer | 52,3  |

### Bieg na 3000 metrów z przeszkodami
| Lp. | Państwo | Zawodnik          | Wynik  |
| --- | ------- | ----------------- | ------ |
| 1.  | ZSRR    | Anatolij Kurjan   | 8:38,8 |
| 2.  | RFN     | Manfred Letzerich | 8:39,6 |
| 3.  | Francja | Guy Texereau      | 8:41,2 |
| 4.  | NRD     | Dieter Hartmann   | 8:47,2 |
| 5.  | Polska  | Wolfgang Luers    | 8:50,0 |
| 6.  | Węgry   | István Jóny       | 9:02,8 |

### Sztafeta 4 × 100 metrów
| Lp. | Państwo | Zawodnicy                                                        | Wynik  |
| --- | ------- | ---------------------------------------------------------------- | ------ |
| 1.  | Francja | Marc Berger Jocelyn Delecour Claude Piquemal Gérard Fenouil      | 39,2   |
| 2.  | RFN     | Jobst Hirscht Gert Metz Hartmut Wilke Horst Assion               | 39,3   |
| 3.  | NRD     | Heinz Erbstößer Peter Haase Hermann Burde Harald Eggers          | 39,4 = |
| 4.  | ZSRR    | Edwin Ozolin Amin Tujakow Siergiej Abalichin Aleksandr Lebiediew | 39,8   |
| 5.  | Polska  | Adam Kaczor Edward Romanowski Tadeusz Jaworski Wiesław Maniak    | 40,4   |
| –   | Węgry   | Lajos Hajdú Henrik Kalocsai Gyula Rábai László Mihályfi          | DQ     |

### Sztafeta 4 × 400 metrów
| Lp. | Państwo | Zawodnicy                                                               | Wynik  |
| --- | ------- | ----------------------------------------------------------------------- | ------ |
| 1.  | Polska  | Stanisław Grędziński Edmund Borowski Jan Werner Andrzej Badeński        | 3:04,4 |
| 2.  | RFN     | Helmar Müller Ingo Röper Jens Ulbricht Friedrich Roderfeld              | 3:04,5 |
| 3.  | NRD     | Wolfgang Müller Michael Zerbes Günter Klann Wilfried Weiland            | 3:05,8 |
| 4.  | Francja | Christian Nicolau Michel Samper Jean-Pierre Dufresne Jean-Claude Nallet | 3:06,1 |
| 5.  | ZSRR    | Igor Chłopow Borys Sawczuk Aleksandr Iwanow Aleksandr Bratczikow        | 3:06,2 |
| 6.  | Węgry   | István Bátori István Gyulai Imre Nemesházi László Mihályfi              | 3:08,2 |

### Skok wzwyż
| Lp. | Państwo | Zawodnik              | Wynik |
| --- | ------- | --------------------- | ----- |
| 1.  | ZSRR    | Walentin Gawriłow     | 2,09  |
| 2.  | RFN     | Wolfgang Schillkowski | 2,07  |
| 3.  | Węgry   | Sándor Noszály        | 2,07  |
| 4.  | Francja | Henry Elliott         | 2,05  |
| 5.  | Polska  | Edward Czernik        | 2,05  |
| 6.  | NRD     | Rudi Köppen           | 2,05  |

### Skok o tyczce
| Lp. | Państwo | Zawodnik           | Wynik |
| --- | ------- | ------------------ | ----- |
| 1.  | NRD     | Wolfgang Nordwig   | 5,00  |
| 2.  | ZSRR    | Hennadij Błyznecow | 5,05  |
| 3.  | RFN     | Klaus Lehnertz     | 4,90  |
| 4.  | Polska  | Waldemar Węcek     | 4,70  |
| 5.  | Węgry   | Ágoston Schulek    | 4,60  |
| 6.  | Francja | Hervé d’Encausse   | 4,60  |

### Skok w dal
| Lp. | Państwo | Zawodnik           | Wynik  |
| --- | ------- | ------------------ | ------ |
| 1.  | ZSRR    | Igor Ter-Owanesian | 8,14 w |
| 2.  | Polska  | Andrzej Stalmach   | 7,88 w |
| 3.  | RFN     | Josef Schwarz      | 7,85 w |
| 4.  | NRD     | Klaus Beer         | 7,45   |
| 5.  | Węgry   | Béla Margitics     | 7,44   |
| 6.  | Francja | Jack Pani          | 7,38   |

### Trójskok
| Lp. | Państwo | Zawodnik             | Wynik |
| --- | ------- | -------------------- | ----- |
| 1.  | ZSRR    | Wiktor Saniejew      | 16,67 |
| 2.  | NRD     | Hans-Jürgen Rückborn | 16,43 |
| 3.  | Polska  | Józef Szmidt         | 16,29 |
| 4.  | Węgry   | Henrik Kalocsai      | 16,09 |
| 5.  | RFN     | Michael Sauer        | 16,02 |
| 6.  | Francja | Christian Kaddour    | 14,45 |

### Pchniecie kulą
| Lp. | Państwo | Zawodnik             | Wynik |
| --- | ------- | -------------------- | ----- |
| 1.  | Węgry   | Vilmos Varjú         | 19,25 |
| 2.  | RFN     | Heinfried Birlenbach | 19,20 |
| 3.  | NRD     | Dieter Prollius      | 18,82 |
| 4.  | Francja | Pierre Colnard       | 18,56 |
| 5.  | Polska  | Władysław Komar      | 18,54 |
| 6.  | ZSRR    | Eduard Guszczin      | 17,85 |

### Rzut dyskiem
| Lp. | Państwo | Zawodnik          | Wynik |
| --- | ------- | ----------------- | ----- |
| 1.  | Polska  | Edmund Piątkowski | 59,10 |
| 2.  | NRD     | Detlef Thorith    | 57,86 |
| 3.  | ZSRR    | Vytautas Jaras    | 56,60 |
| 4.  | RFN     | Hein-Direck Neu   | 56,20 |
| 5.  | Węgry   | Géza Fejér        | 54,94 |
| 6.  | Francja | Pierre Alard      | 50,40 |

### Rzut młotem
| Lp. | Państwo | Zawodnik           | Wynik |
| --- | ------- | ------------------ | ----- |
| 1.  | ZSRR    | Romuald Klim       | 70,58 |
| 2.  | Węgry   | Gyula Zsivótzky    | 68,12 |
| 3.  | RFN     | Uwe Beyer          | 66,80 |
| 4.  | Polska  | Zdzisław Smoliński | 64,72 |
| 5.  | NRD     | Manfred Losch      | 61,82 |
| 6.  | Francja | Gérard Chadefaux   | 60,20 |

### Rzut oszczepem
| Lp. | Państwo | Zawodnik               | Wynik |
| --- | ------- | ---------------------- | ----- |
| 1.  | ZSRR    | Jānis Lūsis            | 85,38 |
| 2.  | NRD     | Manfred Stolle         | 81,14 |
| 3.  | Węgry   | Gergely Kulcsár        | 79,46 |
| 4.  | Polska  | Władysław Nikiciuk     | 78,40 |
| 5.  | RFN     | Hermann Salomon        | 77,56 |
| 6.  | Francja | Jean-Claude Gapaillard | 69,82 |